# Biserica Ortodoxă Muntenegreană
Biserica Ortodoxă Muntenegreană (Muntenegreană: Црногорска православна црква, ЦПЦ / Crnogorska Pravoslavna Crkva, CPC, se citește: Țărnogorska Pravoslanva Țărkva) este o instituție religioasă creștin-ortodoxă ce activează în Muntenegru și în comunitățile muntenegrene de peste hotarele țării - de ex. în Lovćenac (Serbia, Voivodina) sau comunitatea imigranților muntenegreni din Argentina. A fost creată ca un ONG în 1993 de către forțele politice ce conduceau Muntenegru spre separarea sa de Iugoslavia, și a fost recunoscută în 1999 ca o comunitate religioasă. A rămas nerecunoscută canonic și se află sub jurisdicția Bisericii Ortodoxe Sârbe împreună cu Eparhia Muntenegrului și a Litoralului.